# شاهزاده کونینومیا کونیوشیئو
شاهزاده کونینومیا کونیوشیئو (به ژاپنی: 久邇宮邦彦王, Kuni-no-miya Kuniyoshi ō)؛ ۲۳ ژوئن ۱۸۷۳ – ۲۹ ژوئن ۱۹۲۹) یکی از اعضای دودمان یاماتو پدر همسر امپراتور هیروهیتو، پرسنل نظامی، و سیاستمدار اهل امپراتوری ژاپن بود.